# Unanereis
Unanereis är ett släkte av ringmaskar. Unanereis ingår i familjen Nereididae.
Kladogram enligt Catalogue of Life:
| Unanereis | \| \| Unanereis macgregori \| \| \| \| \| \| Unanereis zghal \| \| \| \| \| \| Unanereis zghali \| \| \| \| |
|           | \| \| Unanereis macgregori \| \| \| \| \| \| Unanereis zghal \| \| \| \| \| \| Unanereis zghali \| \| \| \| |
|           | Unanereis macgregori                                                                                        |
|           | |
|           | Unanereis zghal                                                                                             |
|           | |
|           | Unanereis zghali                                                                                            |
|           | |